# (12325) Bogota
(12325) Bogota ist ein Asteroid des inneren Hauptgürtels, der am 2. September 1992 von dem belgischen Astronomen Eric Walter Elst am La-Silla-Observatorium der Europäischen Südsternwarte in Chile (IAU-Code 809) entdeckt wurde. Mehrere Sichtungen des Asteroiden hatte es vorher schon gegeben: am 8. Mai 1981 unter der vorläufigen Bezeichnung 1981 JD6 am Palomar-Observatorium in Kalifornien, am 24. September 1981 (1982 SE3) am Karl-Schwarzschild-Observatorium im Tautenburger Wald sowie am 28. März 1984 (1984 FJ1) am Oak-Ridge-Observatorium des Harvard-Smithsonian Centers for Astrophysics in Massachusetts.
Der mittlere Durchmesser von (12325) Bogota wurde mit 3,1 bis 3,6 km berechnet, die Albedo von 0,336 (± 0,037) lässt auf eine dunkle Oberfläche schließen.
Mittlere Sonnenentfernung (große Halbachse), Exzentrizität und Neigung der Bahnebene des Asteroiden ähneln grob den Bahndaten der Mitglieder der Flora-Familie, einer großen Gruppe von Asteroiden, die nach (8) Flora benannt ist. Asteroiden dieser Familie bewegen sich in einer Bahnresonanz von 4:9 mit dem Planeten Mars um die Sonne. Die Gruppe wird auch Ariadne-Familie genannt, nach dem Asteroiden (43) Ariadne.
(12325) Bogota wurde am 8. Oktober 2014 nach der kolumbianischen Hauptstadt Bogotá benannt.